# 久留米南スマートインターチェンジ
久留米南スマートインターチェンジ（くるめみなみスマートインターチェンジ）は、福岡県久留米市において事業中の九州自動車道のスマートインターチェンジである。名称は仮称である。

## 概要
本線直結型で建設され、利用可能車種はETC搭載の全車種で24時間運用、上下線ともに出入可となる予定。

## 道路
- E3 九州自動車道

## 沿革
- 2024年（令和6年）9月6日 : 国土交通省より新規事業化[1][2]。

## 隣
E3 九州自動車道
(10)久留米IC - 久留米南スマートIC（仮称・事業中） - (10-1)広川IC